# Guzmania
Guzmania Ruiz & Pav. è un genere di piante appartenente alla famiglia Bromeliaceae, comprendente oltre 200 specie perenni e sempreverdi, prevalentemente epifite, più raramente terrestri, originarie delle foreste tropicali dell'America centro-meridionale.
Il nome del genere è stato dato in onore di Anastasio Guzmán, naturalista spagnolo vissuto nel XVIII secolo.

## Descrizione
Possono raggiungere un'altezza dai 20 cm fino ad 1 m.
Hanno foglie arcuate morbide di colore verde brillante lucente, la coppa centrale composta da brattee scarlatte o arancio vivo, porta piccoli fiori tubulosi gialli o bianchi, raggruppati in spighe o pannocchie, con fioritura invernale.

## Tassonomia
Il genere comprende oltre 200 specie tra cui:
Guzmania berteroniana - originaria di Porto Rico, porta uno stelo floreale eretto, alto circa 40 cm, con brattee ovali rosso scuro. I fiori sono di colore giallino.
Guzmania devansayana - ha foglie che raggiungono i 60 cm striate di rosso, brattee rosso vivo con fiori bianchi.
Guzmania lingulata - Cresce spontanea nel Brasile, con numerose varietà, ha foglie lanceolate con margine intero, appuntite e abbastanza rigide, lunghe fino a 45 cm, di colore verde lucido sulla pagina superiore e rossastre sulla pagina inferiore, i piccoli fiori bianco-giallastri raggruppati in un'infiorescenza portata da un fusto di 20–30 cm, quasi nascosti dalle brattee rosse. Fiorisce in primavera-estate solo una volta nella sua vita, i germogli che si sviluppano alla base possono essere rinvasati.
Guzmania minor - rustica pianta resistente in appartamento epifita, sempreverde fiorisce una sola volta nella propria vita, le foglie sono lanceolate di color verde, il fiore a forma di spiga al centro della rosetta di foglie di colore rosso o arancio.
Guzmania monostachia - originaria dell'America centrale, del Brasile e della Florida alta circa 40 cm, porta foglie strette e arcuate i fiori gialli riuniti in una spiga fuoriescono appena dalle brattee lunghe circa 40 cm.
Guzmania musaica - originaria di Panama e della Colombia, si caratterizza per le
brattee di color rosa che ricoprono gli steli floreali con fiori gialli.
Guzmania sanguinea - specie dalle foglie lanceolate verdi soffuse di rosso e giallo, le brattee rosse formano una rosetta con un'infiorescenza centrale composta da fiori bianchi-giallognoli.

## Coltivazione
Richiede serra caldo-umida un'esposizione luminosa con luce solare filtrata, temperatura sempre sopra i 18 °C, viene coltivata in vaso o in ciotole di vetro, annaffiature regolari, abbondanti d'estate e ridotte d'inverno, una volta al mese riempire la coppa centrale con acqua fresca priva di calcare, nella stagione calda vaporizzare le foglie frequentemente. Concimazioni mensili con fertilizzante liquido durante il periodo vegetativo, le radici sono ridotte e non necessitano
di rinvasature. La moltiplicazione avviene in primavera interrano in vasi con terriccio per bromeliacee o terriccio universale con aggiunta di torba e sabbia, i germogli basali, che verranno staccati dalla pianta madre a radicazione avvenuta.

## Avversità
- L'eccesso di acqua provoca il marciume delle radici, con foglie che imbruniscono e si afflosciano.
- L'aria asciutta e la mancanza di umidità, può seccare gli apici fogliari.
- Altri parassiti sono il ragnetto rosso e gli afidi, che provocano deformazioni delle foglie e dei fiori.